# São Miguel da Boa Vista
São Miguel da Boa Vista is een gemeente in de Braziliaanse deelstaat Santa Catarina. De gemeente telt 2.026 inwoners (schatting 2009).

## Aangrenzende gemeenten
De gemeente grenst aan Flor do Sertão, Maravilha, Romelândia, Santa Terezinha do Progresso en Tigrinhos.